# Felipe Poey y Aloy
Aquest autor és citat en taxonomia animal amb el nom «Poey».
Felipe Poey y Aloy (L'Havana (Cuba, 26 de maig del 1799 — 28 de gener del 1891) fou un zoòleg cubà.

## Biografia
Poey nasqué a Cuba, fill de pares d'origen francès i espanyol. Passà uns anys (1804-1807) de la seva vida a Pau, i després estudià dret a Madrid. Esdevingué advocat a Espanya, però es veié obligat a abandonar el país degut a les seves idees liberals, tornant a Cuba el 1823. Començà a concentrar-se en l'estudi de les ciències naturals i el 1825 viatjà a França amb la seva esposa. Començà a escriure sobre les papallones de Cuba i a adquirir coneixements d'ictiologia. Més endavant, proporcionaria a Georges Cuvier i Achille Valenciennes exemplars de peixos de Cuba. El 1832 participà en la fundació de la Societat Entomològica de França.
Poey tornà el 1833 a Cuba, on fundà el Museu d'Història Natural el 1839. El 1842 esdevingué el primer professor de zoologia i anatomia comparada a la Universitat de L'Havana. També participà en la creació de l'Acadèmia de les Ciències de L'Havana i fou president de la Societat Antropològica.

## Obres selectes
- Centurie de Lepidoptere de L'Ile de Cuba (París, 1832)
- Compilation of Geography of the Island of Cuba (1836).
- Memories on the Natural History of the Island of Cuba (1851 i 1856-1858).
- Historia Natural de la Isla de Cuba (2 vols., 1860)
- Poissons de l'île de Cuba (1874).
- Ictiologia Cubana, obra de 20 volums sobre els peixos de Cuba
- Enumeratio piscium cubenscrim (1875-1876).

## Filatèlia
Cuba commemorà el 175è aniversari del naixement de Poey amb una sèrie de sis segells i un full de segells el 1974. Aquest mateix país celebrà el bicentenari del seu naixement amb l'emissió d'una sèrie de quatre segells il·lustrats amb peixos el 1999.